# Trinidad és Tobago az 1996. évi nyári olimpiai játékokon
Trinidad és Tobago az egyesült államokbeli Atlantában megrendezett 1996. évi nyári olimpiai játékok egyik részt vevő nemzete volt. Az országot az olimpián 6 sportágban 12 sportoló képviselte, akik összesen 2 érmet szereztek.

## Érmesek
| Érem  | Versenyző  | Sportág  | Versenyszám |
| ----- | ---------- | -------- | ----------- |
| Bronz | Ato Boldon | Atlétika | Férfi 100 m |
| Bronz | Ato Boldon | Atlétika | Férfi 200 m |

## Asztalitenisz
Férfi
| Versenyző        | Versenyszám | Csoportkör                                                                                 | Csoportkör | Nyolcaddöntő      | Negyeddöntő       | Elődöntő          | Döntő             | Helyezés |
| Versenyző        | Versenyszám | Ellenfél Eredmény                                                                          | Hely.      | Ellenfél Eredmény | Ellenfél Eredmény | Ellenfél Eredmény | Ellenfél Eredmény | Helyezés |
| ---------------- | ----------- | ------------------------------------------------------------------------------------------ | ---------- | ----------------- | ----------------- | ----------------- | ----------------- | -------- |
| Dexter St. Louis | Egyes       | K csoport · Hugo Hoyama (BRA) · 0:2 · Jörgen Persson (SWE) · 0:2 · Kim Szonghü (PRK) · 0:2 | 4.         | kiesett           | kiesett           | kiesett           | kiesett           | 49.      |

## Atlétika
Férfi
| Versenyző       | Versenyszám | Előfutam | Előfutam | Előfutam | Negyeddöntő | Negyeddöntő | Negyeddöntő | Elődöntő | Elődöntő | Elődöntő | Döntő   | Döntő    |
| Versenyző       | Versenyszám | Idő      | Hely.    | Össz.    | Idő         | Hely.       | Össz.       | Idő      | Hely.    | Össz.    | Idő     | Helyezés |
| --------------- | ----------- | -------- | -------- | -------- | ----------- | ----------- | ----------- | -------- | -------- | -------- | ------- | -------- |
| Ato Boldon      | 100 m       | 10,06    | 1.       | 2.       | 9,95        | 1.          | 2.          | 9,93     | 1.       | 1.       | 9,90    |          |
| Ato Boldon      | 200 m       | 20,26    | 1.       | 1.       | 20,25       | 1.          | 1.          | 20,05    | 2.       | 2.       | 19,80   |          |
| Neil De Silva   | 200 m       | 20,54    | 1.       | 9.       | 20,62       | 3.          | 21.         | 21,26    | 8.       | 16.      | kiesett | kiesett  |
| Neil De Silva   | 400 m       | 45,34    | 2.       | 6.       | 45,02       | 4.          | 9.          | 45,56    | 8.       | 13.      | kiesett | kiesett  |
| Robert Guy      | 400 m       | 46,80    | 6.       | 43.      | kiesett     | kiesett     | kiesett     | kiesett  | kiesett  | kiesett  | kiesett | kiesett  |
| Ronnie Holassie | Maraton     |          |          |          |             |             |             |          |          |          | 2:27:20 | 75.      |

| Versenyző     | Versenyszám   | Selejtező | Selejtező | Döntő    | Döntő    |
| Versenyző     | Versenyszám   | Eredmény  | Helyezés  | Eredmény | Helyezés |
| ------------- | ------------- | --------- | --------- | -------- | -------- |
| Kirt Thompson | Gerelyhajítás | 68,02 m   | 33.       | kiesett  | kiesett  |

Női
| Versenyző       | Versenyszám | Selejtező | Selejtező | Döntő    | Döntő    |
| Versenyző       | Versenyszám | Eredmény  | Helyezés  | Eredmény | Helyezés |
| --------------- | ----------- | --------- | --------- | -------- | -------- |
| Natasha Alleyne | Magasugrás  | 185 cm    | 27.       | kiesett  | kiesett  |

## Kerékpározás

### Pálya-kerékpározás
Időfutam
| Név         | Versenyszám  | Idő      | Helyezés |
| ----------- | ------------ | -------- | -------- |
| Gene Samuel | Férfi egyéni | 1:05,533 | 10.      |

## Ökölvívás
| Versenyző    | Versenyszám   | Selejtező                        | Nyolcaddöntő      | Negyeddöntő       | Elődöntő          | Döntő             | Helyezés |
| Versenyző    | Versenyszám   | Ellenfél Eredmény                | Ellenfél Eredmény | Ellenfél Eredmény | Ellenfél Eredmény | Ellenfél Eredmény | Helyezés |
| ------------ | ------------- | -------------------------------- | ----------------- | ----------------- | ----------------- | ----------------- | -------- |
| Kurt Sinette | Nagyváltósúly | Yared Woldemichael (ETH) · 10–11 | kiesett           | kiesett           | kiesett           | kiesett           | 17.      |

## Tollaslabda
| Versenyző      | Versenyszám | Selejtező                        | 32-es főtábla     | Nyolcaddöntő      | Negyeddöntő       | Elődöntő          | Döntő             | Helyezés |
| Versenyző      | Versenyszám | Ellenfél Eredmény                | Ellenfél Eredmény | Ellenfél Eredmény | Ellenfél Eredmény | Ellenfél Eredmény | Ellenfél Eredmény | Helyezés |
| -------------- | ----------- | -------------------------------- | ----------------- | ----------------- | ----------------- | ----------------- | ----------------- | -------- |
| Debra O'Connor | Női egyes   | Denyse Julien (CAN) · 3–11, 0–11 | kiesett           | kiesett           | kiesett           | kiesett           | kiesett           | 33.      |

## Úszás
Férfi
| Versenyző       | Versenyszám | Előfutam | Előfutam | Előfutam | Döntő   | Döntő   | Döntő   | Helyezés |
| Versenyző       | Versenyszám | Idő      | Hely.    | Össz.    | Típus   | Idő     | Hely.   | Helyezés |
| --------------- | ----------- | -------- | -------- | -------- | ------- | ------- | ------- | -------- |
| Siobhan Cropper | 50 m gyors  | 26,29    | 7.       | 19.      | kiesett | kiesett | kiesett | kiesett  |
| Siobhan Cropper | 100 m gyors | 57,30    | 1.       | 26.      | kiesett | kiesett | kiesett | kiesett  |
| Cerian Gibbes   | 100 m mell  | 1:16,99  | 8.       | 44.      | kiesett | kiesett | kiesett | kiesett  |
| Cerian Gibbes   | 200 m mell  | 2:45,87  | 7.       | 39.      | kiesett | kiesett | kiesett | kiesett  |